# Ploștina (okręg Vrancea)
Ploștina – wieś w Rumunii, w okręgu Vrancea, w gminie Vrâncioaia. W 2011 roku liczyła 225
mieszkańców.